# Coprocoltura

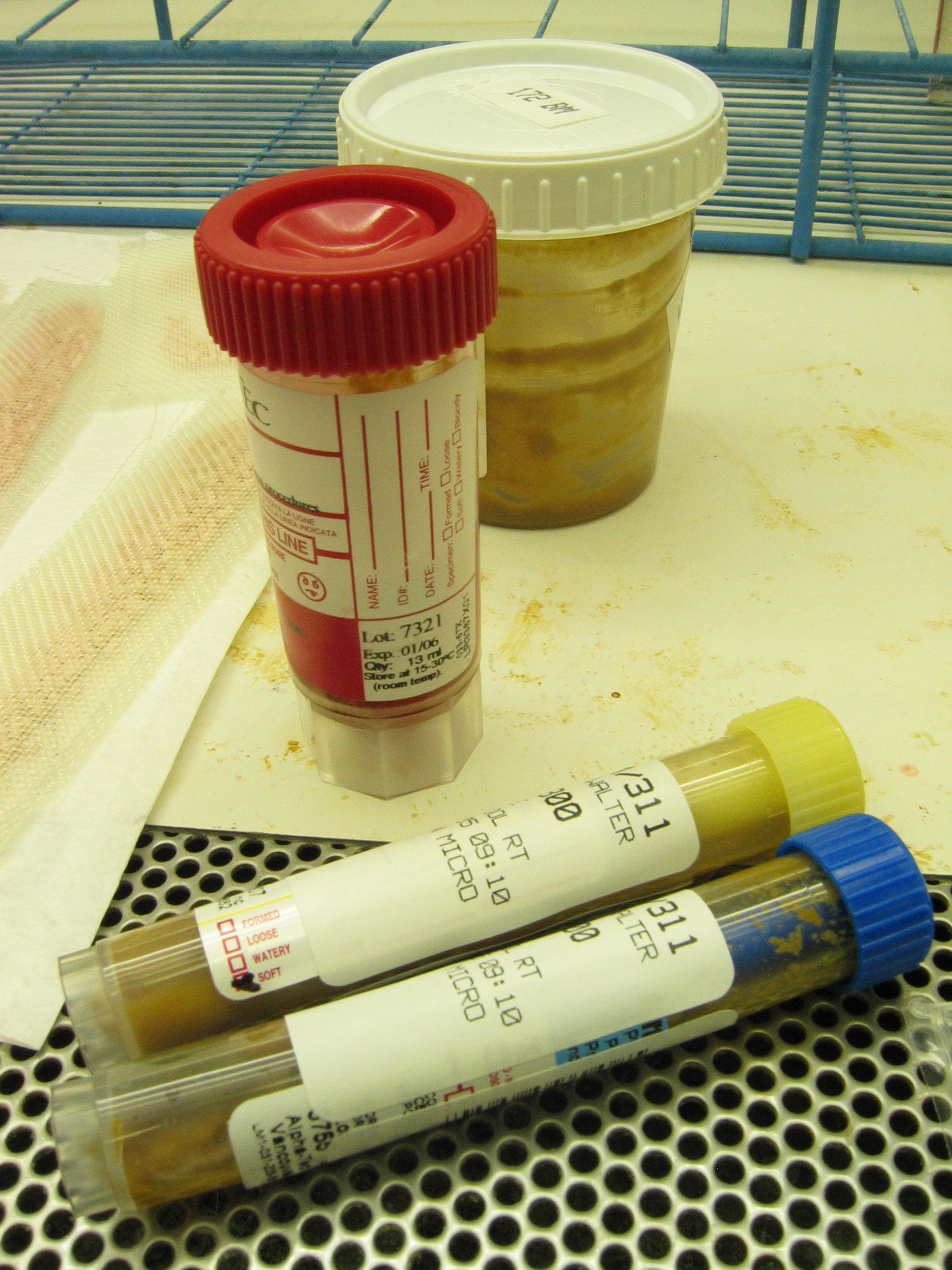
Flaconi utilizzati per il trasporto di feci umane per esecuzione della coprocoltura. Il flacone con tappo bianco è stato consegnato come campione raccolto a domicilio dal paziente. Gli altri tappi indicano dei codici colore, variabili da laboratorio a laboratorio, per il test sui parassiti o la coprocoltura

La coprocoltura è un esame microbiologico svolto sulle feci. Viene eseguita mediante la raccolta di un campione di feci o tramite un tampone rettale, che però dà risultati poco soddisfacenti, oppure prelevando tramite il cucchiaino del tappo provetta un campione di feci espulse.

## Indicazioni
La coprocoltura è un esame microbiologico indicato per la diagnosi di alcune patologie del tratto gastrointestinale. In particolare grazie alla esecuzione di un antibiogramma, può orientare la terapia nel caso di particolari infezioni intestinali causate da batteri . Il ricorso alla coprocoltura è particolarmente frequente nello studio di una diarrea acuta, persistente o ricorrente, senza cause conosciute, o nel caso di una diarrea associata all'uso di antibiotici.
Con una coprocoltura si ricercano svariati tipi di batteri, ma in particolare Salmonella, Shigella,Campylobacter, e diverse specie di Escherichia e Yersinia o virus come Rotavirus e Adenovirus, microrganismi tipici tra le maggiori cause di diarrea in tutto il mondo.

## Batteri ed intestino
Normalmente nell'intestino vivono decine e decine di tipi differenti di batteri. Questi batteri che colonizzano il nostro apparato digerente costituiscono il microbiota umano intestinale. Alcuni di questi batteri sono di tipo aerobico (lattobacilli) e si riscontrano in particolare nell'intestino tenue.  Altri sono invece anaerobi (bifidobatteri) e si localizzano principalmente nel colon. Il microbiota umano, nel nostro intestino, annovera anche la presenza di miceti, clostridi e virus che non esercitano alcun effetto patogeno. Questi microrganismi vivono infatti in simbiosi con il nostro organismo.
In questo rapporto simbiontico, l'uomo (ospite) fornisce ai batteri del materiale indigerito che essi utilizzano per trarne nutrimento. In compenso grazie alla presenza di questi microrganismi (simbionti), viene garantita l'integrità dell'intestino e la sintesi di vitamine ed oligoelementi importantissimi per l'ospite.
Inoltre, la presenza di questi saprofiti nell'intestino svolge un ruolo di difesa dalle malattie rendendo più difficile che eventuali batteri, virus e miceti patogeni vi possano proliferare creando danni.
Nonostante questo meccanismo difensivo nel corso della vita di un essere umano un gran numero di batteri anomali, virus, funghi o parassiti può crescere nell'intestino e causare infezioni e diversi tipi di malattie, alcune delle quali molto gravi.

## Procedura

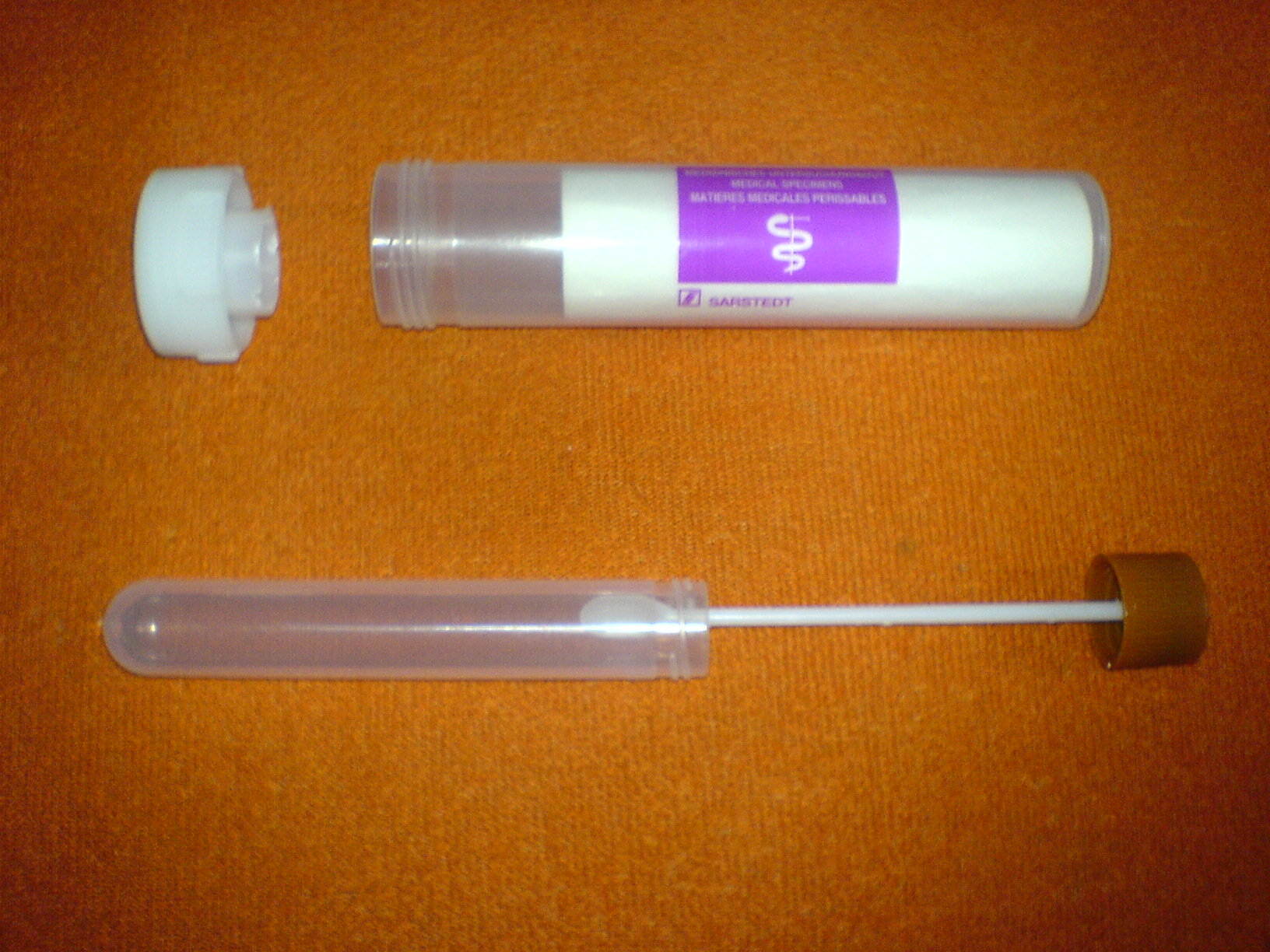
Provetta monouso per un campione di feci e provetta monouso per campione di feci con tappo a vite e spatolina

È il paziente che ha la responsabilità della raccolta del campione di feci. Per tale motivo il personale ospedaliero o di laboratorio deve effettuare opera di educazione sanitaria nei confronti del paziente, affinché quest'ultimo rispetti scrupolosamente alcune norme finalizzate alla buona riuscita dell'esame.

### Raccolta del campione
Un campione di feci viene raccolto in un contenitore pulito (es. vaso da notte) al fine di evitare la contaminazione con le urine ed altro materiale (ad esempio carta igienica o sapone). È bene sforzarsi di urinare prima della raccolta del campione, proprio per evitare una contaminazione accidentale. Una volta avvenuta la defecazione, le feci vanno raccolte con l'ausilio di una spatolina od altro elemento idoneo, e depositate nell'apposito recipiente (in genere fornito dal laboratorio od acquistato in farmacia) riempiendolo fino circa a metà.

Il paziente deve essere istruito a prelevare i campioni in diversi punti delle feci, in particolare in corrispondenza di eventuali tracce di muco, sangue o pus. Proprio questi campioni avranno infatti maggiore probabilità di risultare positivi nella ricerca dei patogeni.
A seconda di quale tipo di patogeno si ricerca con il test, si potrebbe necessitare della raccolta di un solo campione di feci, oppure potrebbe essere necessario diversi campioni di feci distribuiti in un periodo di più giorni.
Nei giorni precedenti la coprocoltura è bene non ricorrere a lassativi, purghe, clismi o supposte per evacuare. Sarà a discrezione del medico, che valuterà caso per caso, proporre la sospensione di una eventuale terapia antibiotica.
Dopo la raccolta il contenitore deve essere reso identificabile (nome, cognome, data ed ora di raccolta), chiuso con cura e portato prima possibile al laboratorio di analisi. Se questo non è possibile deve essere conservato in frigorifero per non più di 24 ore al fine di non alterare le indagini di laboratorio.

Negli infanti può essere necessario raccogliere il campione di feci ricorrendo ad un tampone rettale.
Durante l'intera procedura si debbono indossare guanti monouso, Terminate le operazioni, anche se si sono usati i guanti, è bene ricorrere ad un accurato lavaggio delle mani.

### Tecnica di laboratorio
Nel laboratorio microbiologico ha luogo l'esame vero e proprio ad opera di un tecnico sanitario di laboratorio biomedico.
Grazie ad un procedimento definito “inoculo” un piccolo quantitativo di campione di feci viene depositato  all'interno di una piastra Petri sterile. La piastra contiene degli specifici mezzi di coltura solidi che permettono la crescita solo dei batteri patogeni, ma non della comune flora batterica intestinale. Dopo la semina del campione, la piastra viene ricontrollata a distanza di un periodo di incubazione di circa 48 ore. Dopo questo periodo la crescita batterica sul mezzo di coltura appare sotto forma di formazioni tondeggianti, dette “colonie”. L'aspetto caratteristico delle colonie (forma, colore) ed alcune proprietà biochimiche che vengono testate dal tecnico, consentono la precisa identificazione batterica.

### Risultati
Una coprocoltura normale non mostra la presenza e la crescita di colonie di batteri patogeni, virus, funghi o parassiti.

Una coprocoltura anormale (esito positivo) si caratterizza per la crescita nella piastra di Petri di colonie di batteri (ad esempio Salmonella, Shigella, Campylobacter, alcuni tipi di Escherichia coli o di Yersinia enterocolitica) oppure di miceti o parassiti (come ad esempio la Giardia lamblia).

Con la coprocoltura standard si ricercano Salmonella, Shigella e Campylobacter specie. All'occorrenza possono essere ricercati: Yersinia specie, Escherichia coli enteropatogeni, Escherichia coli enteroinvasivi, Escherichia coli enterotossici, Escherichia coli O 157, Vibrioni, Clostridi e relative tossine, Staphylococcus aureus e la sua enterotossina, Streptococcus agalactiae, Miceti ed altri germi a seconda del sospetto clinico.

In età pediatrica in genere la coprocoltura si concentra in primis sulla ricerca dei Rotavirus, principali responsabili di gastroenterite.

### Antibiogramma
Se nell'esame colturale delle feci si trovano dei batteri patogeni, è opportuno eseguire un test di sensibilità (antibiogramma) che permette di valutare se un batterio è sensibile (S), resistente (R), oppure ha una sensibilità intermedia (MS) ad un determinato antibiotico. Il risultato dell'antibiogramma è fondamentale affinché il clinico possa optare per il miglior trattamento possibile in quello specifico soggetto.